# Pinus tropicalis
Pinus tropicalis, tropski bor, bor je endem zapadnog gorja otoka Kube.

## Poveznice
- Kubanske borove šume

## Vanjske poveznice
|  | Zajednički poslužitelj ima još gradiva o temi Pinus tropicalis |
|  | Wikivrste imaju podatke o taksonu Pinus tropicalis             |

- Earle, Christopher J., ed. (2018). "Pinus tropicalis". The Gymnosperm Database.